# ハーシェル (小惑星)
ハーシェル (2000 Herschel) は、小惑星帯にあるS型小惑星。ヨアヒム・シューバルトがゾンネベルク天文台で発見した。その後、1934年にも発見されていたことが判明した。
天王星の発見者として知られるウィリアム・ハーシェルに因んで名付けられた。